# 헌법의 수호
헌법국가에서 국민과 국가기관의 침해로부터 헌법을 어떻게 보호할 것인지의 문제는 중요하게 다루어진다. 헌법수호의 보호대상은 국가공동체의 헌법적 질서이다. 헌법수호는 자유민주주의를 제거하고자 하는 세력으로부터의 위험에 대처하고자 하는 시도이다.

## 헌법수호의 보호법익으로서 자유민주적 기본질서
자유민주적 기본질서는 전체주의적 국가질서에 대한 반대개념으로, 자유민주주의가 기능하기 위한 기본조건으로, 자유는 기본적 인권의 보장, 권력분립, 사법권의 보장 등이 있으며, 민주는 국민주권주의, 의회제도, 복수정당제, 선거제도 등의 요소이다.

## 헌법의 수호자
역사적으로 헌법수호자의 역할을 담당하였던 국가기관으로 국가원수, 의회, 사법기관이 있다.